# (100763) 1998 FK18
(100763) 1998 FK18 es un asteroide perteneciente al cinturón de asteroides descubierto el 20 de marzo de 1998 por el equipo del Lincoln Near-Earth Asteroid Research desde el Laboratorio Lincoln, Socorro, Nuevo México, Estados Unidos.

## Designación y nombre
Designado provisionalmente como 1998 FK18.

## Características orbitales
1998 FK18 está situado a una distancia media del Sol de 2,182 ua, pudiendo alejarse hasta 2,298 ua y acercarse hasta 2,066 ua. Su excentricidad es 0,053 y la inclinación orbital 3,709 grados. Emplea 1177,68 días en completar una órbita alrededor del Sol.

## Características físicas
La magnitud absoluta de 1998 FK18 es 15,8. 